# Storaćevke
Storaćevke (dievičine, lat. Styracaceae), biljna porodica koja obuhvaća 12 rodova listopadnih i vazdazelenih grmova i drveća. Najvažniji rod Styrax (diviza, divica, divuza) ima 120 vrsta, a ime mu znači 'mirisna smola', a dolazi odatle što biljka izlučuje tekučinu koja se stvrdne nakon što se zareže kora. Ova mirisna smola pronašla je kao ekspektorans (lijek koji pomaže izbacivanje služi iz grudi) primjenu i u medicini, a koristi se i u izradi parfema. 
Od 120 vrsta divize u Hrvatskoj raste samo obična diviza (Styrax officinalis). od drugih rodova pripadaju joj halezija, srebrno zvono ili snježno zvonce (Halesia), pterostiraks (Pterostyrax), rederodendron (Rehderodendron), sinojakija (Sinojackia) i drugi.

## Rodovi
1. Styrax L. (125 spp.)
2. Huodendron Rehder (3 spp.)
3. Bruinsmia Boerl. & Koord. (2 spp.)
4. Alniphyllum Matsum. (3 spp.)
5. Changiostyrax Tao Chen (1 sp.)
6. Perkinsiodendron P. W. Fritsch (1 sp.)
7. Sinojackia Hu (7 spp.)
8. Parastyrax W. W. Sm. (1 sp.)
9. Rehderodendron Hu (10 spp.)
10. Pterostyrax Siebold & Zucc. (3 spp.)
11. Halesia Ellis ex L. (3 spp.)
12. Melliodendron Hand.-Mazz. (1 sp.)